# Lachappelle (cratère)
Pour les articles ayant des titres homophones, voir Lachapelle et La Chapelle.
Le cratère Lachappelle est un cratère d'impact situé à la surface de Vénus, dans le quadrangle de Sedna Planitia (quadrangle V-19). Son diamètre est de 36,8 km.
Le cratère a ainsi été nommé par l'Union astronomique internationale en 1991 en hommage à la sage-femme française Marie-Louise Lachapelle.